# Abbemyia
Abbemyia là một chi ruồi thuộc họ Dolichopodidae, được tìm thấy ở Úc và Nouvelle-Calédonie. Loài này được đặt theo tên của nhà côn trùng học Pháp Octave Parent, người đã có những nghiên cứu về họ Dolichopodidae.

## Loài
- Abbemyia baylaci Bickel, 2002[3]
- Abbemyia nigrofasciata (Macquart, 1850) (Đồng nghĩa: Chrysosoma chetiscutatum Parent, 1932, Chrysosoma regale Parent, 1932)
- Abbemyia taree Bickel, 1994[1]